# Chacras coloniales de Ñuñoa

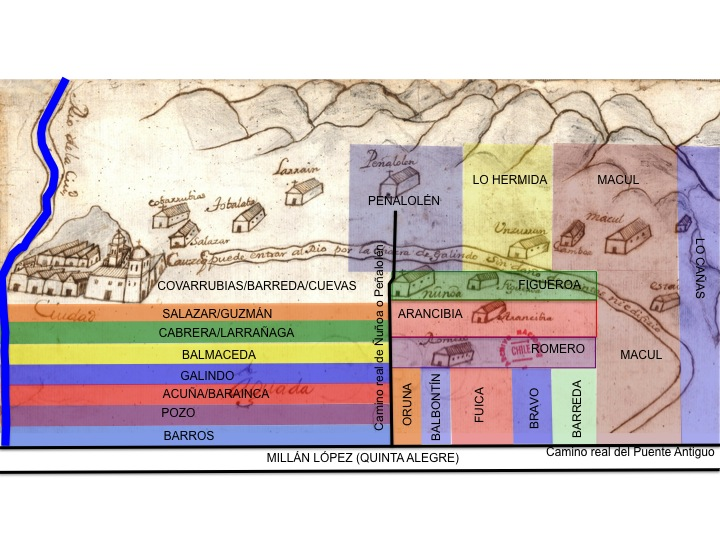
Figura 1. Esquema de las principales chacras coloniales comprendidas en el pago de Ñuñoa a mediados del entre el Zanjón de la Aguada (sur), el río Mapocho (en azul al norte), la cordillera de los Andes (oriente) y el Camino real del Puente Antiguo (poniente). Cada chacra se muestra en diferentes colores indicando el apellido de sus principales propietarios. Se enfatiza que el esquema corresponde a una versión simplificada de las principales chacras del sector según los diversos autores citados. El borde izquierdo del plano indica el norte y el borde derecho el sur. Fuente original: Plano Archivo Nacional de Chile #856

Las chacras coloniales de Ñuñoa hacen referencia a la subdivisión de las tierras durante el período colonial en el pago de Ñuñoa (Santiago de Chile).

## Definiciones de Chácara o Chacra
En Chile se le denominaba chácara o chacra en el período colonial a una propiedad rural de extensión media/reducida (10-100 Ha) destinada a diversos cultivos y lugar de descanso. Otros significados relacionados eran un terreno de extensión reducida destinado al cultivo de hortalizas o la sección de una propiedad destinada al cultivo de hortalizas.

## Reseña histórica de las chacras de Ñuñoa durante la Colonia
Se puede distinguir claramente dos sectores delimitados por el camino real de Ñuñoa (actualmente denominado Avenida Irarrázaval) (el extremo oriente de este camino se denominó camino real de Peñalolén). Gran parte de las tierras de Ñuñoa al sur de dicho camino real pertenecieron a don Juan Jufré y Montesa. El núcleo principal de dichas tierras estaba constituido por tres chacras, orientadas en dirección norte-sur, que eran llamadas en esa época en su conjunto chacras de Ñuñoa y que posteriormente fueron adquiridas por don Francisco de Figueroa, don Francisco de Arancibia y don Pedro Romero (ver Figura 1).  Las chacras inmediatamente al poniente de la chacra de Romero tenían una orientación oriente-poniente y eran delimitadas por el poniente por la chacra de don Millán López o de Quinta Alegre (ver Condado de Quinta Alegre). Las chacras localizadas al norte del camino real de Ñuñoa tenían en su sección poniente una orientación norte-sur (eje mayor) y comprendían principalmente siete chacras (desde Salazar por el oriente a Barros por el poniente) deslindando también por el poniente con la chacra de López o Quinta Alegre. Las chacras de la sección oriente de este sector norte tenían una forma irregular y las principales eran la de los herederos de Juan Alfonso Velásquez de Covarrubias, la de don Domingo Sánchez de la Barreda (hijo del gobernador Francisco Sánchez de la Barreda) y varias chacras pertenecientes a los herederos de Luis de las Cuevas Mendoza (dada su forma compleja e irregular sólo se indican sus nombres en el plano). 

## Reseña de principales propietarios
Sector Norte del camino real de Ñuñoa
- Juan de Salazar y Usategui: esta chacra fue adquirida posteriormente por Alonso de Guzmán. Incorporó a inicios del siglo XIX la Población Pedro de Valdivia.

- Pablo de Cabrera Reina: chacra que luego fue de Francisco de Larrañaga. Corresponde a la chacra denominada a mediados del siglo XIX de la Providencia.

- Juan de Balmaceda Cenzano: chacra que posteriormente se denominó Monte del Oidor.

- Miguel Galindo Frías: esta chacra sufrió una intensa fragmentación durante el siglo XVIII.

- Francisco de Borja Barainca: perteneció a don Matías Vásquez de Acuña. En la parte norte de esta chacra fue construido a fines del siglo XIX el Hospital del Salvador.

- Fernando del Pozo y Silva: esta chacra fue posteriormente del obispo José Santiago Rodríguez Zorrilla.

- Manuel Antonio de Barros: chacra que luego heredó la familia Mujica y mantuvo hasta finales del siglo XIX.

- Millán López Martínez: chacra que posteriormente adquirió la familia Alcalde (condes de Quinta Alegre).

Sector Sur del camino real de Ñuñoa
- Francisco de Figueroa: chacra adquirida por don Joaquín Plaza de Laysequilla.

- Francisco de Arancibia y Sánchez Briceño: chacra en que actualmente se ubica la Casa de la Cultura de Ñuñoa.

- Pedro Romero: chacra denominada posteriormente de Infante.

- Baltazar de Oruna y Galarze: chacra adquirida posteriormente por la familia Cañas (de ellos tomó el nombre de lo Cañita).

- Pedro Balbontín de la Torre: chacra heredada por su hijo Nicolás Balbontín y denominada después lo Encalada.

- Josefa de Fuica: chacra donada al Noviciado de la Compañía de Jesús (en parte de este terreno se localiza el Estadio Nacional de Chile).

- Gerónimo Bravo de Náveda: chacra adquirida luego por la doña Rosa Gómez

- Juana de la Barreda (Barrera) y Ortiz Elguea: chacra adquirida luego por la doña Rosa Gómez